# Lokale Omroep Goirle
De Lokale Omroep Goirle is de lokale zender in de gemeente Goirle in Nederland en behoort tot de oudste lokale omroepen in Nederland.

## Geschiedenis
De omroep werd in 1972 opgericht in de gymzaal van de MAVO St Jan. in Goirle op initiatief van onder anderen Leo Joosten. De studio was gevestigd in de oude lampenfabriek Flora. De eerste uitzendingen vonden plaats in oktober 1974. De zender was onderdeel van een experiment van het Ministerie van Cultuur, Recreatie en Maatschappelijk Werk om lokaal radio en tv te gaan maken en was daarmee de op twee na oudste lokale omroep van Nederland. Dit experiment werd ook uitgevoerd in onder meer Amsterdam, Zoetermeer, Deventer en Dronten omdat deze gemeenten volledig "bekabeld" waren. De OLON is tot stand gekomen in de studio van de LOG in de jaren 1980.

## Huisvesting
Na de studio in de Molenstraat verhuisde de omroep naar het Jan van Besouwhuis. Hier groeide de omroep uit en kwamen er vele studio's. Tot 2006 zaten de studio's van de omroep beiden op de begane grond. De omroep moest in 2006 tijdelijk uitwijken naar een andere locatie vanwege een verbouwing in het Jan van Besouwhuis. Na de verbouwing werd het gebouw omgedoopt tot het "Cultureel Centrum Jan van Besouw" en kreeg de omroep nieuwe studio's in de kelder van het gebouw.

## Zender
De omroep verzorgt voor de gemeente Goirle 24/7 radio en televisie. Er is non-stop TekstTV (Kabelkrant) op de televisie en er worden op regelmatige basis uitzendingen gemaakt. Op de radio zijn er verschillende programma's te horen de hele week door.